# Иоанн (Шмельц)
Епи́скоп Иоа́нн (англ. John, в миру Николай Александрович Шмельц, англ. Nicolas Smelic; род. 24 апреля 1955, Мельбурн) — епископ неканонической РПЦЗ(А), епископ Мельбурнский и Австралийский (с 2019).

## Биография
Родился 24 апреля 1955 в Мельбурне, Австралия. Получил светское высшее образование. Работал инженером.
В 1983 году поступил в Свято-Троицкую духовную семинарию в Джорданвиле, которую окончил в 1987 году.
В 1990 году в Монастыре святых Праотцев при Дубе Мамврийском епископом Даниилом (Александровым) был пострижен в монашество с именем Иоанн в честь святителя Иоанна Златоуста.
В 1991 году в Женеве архиепископом Женевским Антонием (Бартошевичем) был рукоположён в сан священника. Направлен служить в русскую духовную миссию в Иерусалиме. С 1991 года служил духовником Гефсиманской женской обители с храмом святой Марии Магдалины. Служил также в Соборе святых праотцев при Мамврийском Дубе в Хевроне и Гефсиманском монастыре
22 ноября 1994 года решением Архиерейского Собора РПЦЗ был награждён правом ношения набедренника за усердное служение в обителях Русской духовной миссии.
С 1998 по 2000 год служил настоятелем мужского скита при Лавре преподобного Харитона.
В 2006 году переведён служить в Австралийско-Новозеландскую епархию РПЦЗ.
18 мая 2007 года, на следующий день после подписания «Акта о каноническом общении» между Московской Патриархией и Русской Православной Церковью Заграницей, вместе с шестью мирянами собрал «Заседания Австралийской Епархии РПЦЗ», которое завило о прекращении подчинения Архиерейскому Синоду РПЦЗ. Само подписание «Акта о каноническом общении» было расценено как «присоединение еретических раскольников с уходом Синода митрополита Лавра из Зарубежной Церкви в „сергианский“ раскол и создания раскола в Зарубежной Церкви». В «Решении» данного «заседания» содержалось прошение к епископам, «оставшимся верными Богу и Его Святой Церкви, епископу Агафангелу Одесскому и Таврическому и епископу Даниилу Ирийскому, викарию Первоиерарха, взять нашу „овдовевшую“ епархию под их защиту» а также прошение к «епископам, оставшимся верными традиционному курсу РПЦЗ, сформировать Временное Высшее Церковное Управление (в соответствии с Указом св. Тихона в № 362) до создания нового Синода РПЦЗ на Пятой Всезарубежном Соборе».
Поддерживал контакты «с клириками, которые присоединились к РИПЦ Архиепископа Тихона. Насколько я понял, приходы, присоединившиеся к этой группе, сделали это временно, с намерением вновь примкнуть к реорганизованной РПЦЗ в будущем».
10 июля 2007 года в Свято-Троицком храме в Астории на собрании представителей приходов РПЦЗ, не принявших Акта о каноническом общении, был избран временным администратором Австралийско-Новозеландской епархии. 11 июля 2007 года уже указом № 001 ВВЦУ РПЦЗ(А) избран временным администратором Австралийско-Новозеландской епархии. Указом новоучреждённого ВВЦУ РПЦЗ(А) № 007 от того же числа включён назначен членом ВВЦУ РПЦЗ.
Решением ВВЦУ РПЦЗ от 6-7 декабря 2007 года включён в состав административно-организационной подкомиссии во подготовке «V Всезарубежного собора» и награждён саном игумена.
9 декабря 2007 года в Свято-Михайловском храме в Одессе епископом Агафангелом (Пашковским) возведён в сан игумена.
Был участником «V Всезарубежного собора» от Австралийской епархии РПЦЗ(А), прошедшего с 18 по 20 ноября 2008 на территории фермы Толстовского фонда в штате Нью-Йорк (США). 19 ноября решением данного собора включён в состав новообразованного Высшего Церковного Совета при Архиерейском Синоде РПЦЗ(А).
При формировании РПЦЗ(А) являлся единственным её клириком в Австралии. Со временем во многом его усилиями управляемая им Австралийско-Новозеландская епархия стала расти. В январе 2008 года к РПЦЗ(А) в Австралии присоединился протодиакон Василий Якимов, а в июле 2009 года — иеромонах Андрей (Ерастов), в декабре 2012 года из Синода противостоящих принят диакон Небойша Миркович, рукоположенный 1 октября 2013 в сан священника. К 2014 году в епархии действовали 5 приходов: в Мельбурне, Сиднее, Данделонге и Брисбене, а также Благовещенская женская монашеская община в Мельбурне, основанная им в 2008 году.
19 мая 2014 года на архиерейском соборе РПЦЗ(А) Агафангел (Пашковский) предложил его кандидатуру на должность епископа. Окончательное суждение о его кандидатура было решено иметь после визита в Австралию архиепископа Андроника (Котлярова).
21 октября 2014 года Архиерейский синод РПЦЗ(А), заслушав рапорт о поездке в Австралию Андроника (Котлярова), постановил «Подтвердить желательность поставления епископом в Австралийскую епархию игумена Иоанна (Шмельца)». При этом по словам Андроника (Котлярова) многие прихожане РПЦЗ(А) в Австралии были против хиротонии Иоанна (Шмельца). В итоге последний бросил приход и перестал служить.
Архиерейский Собор РПЦЗ(А), прошедший 25 — 27 октября 2016 года в Одессе, определил совершить архиерейскую хиротонию игумена Иоанна (Шмельца) в викарного епископа для Австралии с титулом «Мельбурнский»
29 октября 2016 года в Архангело-Михайловском храме в Одессе по окончании Всенощного бдения и часов Агафангелом (Пашковским) и Георгием (Кравченко) наречён во епископа мельбурнского, викария Председателя Синода РПЦЗ.
30 октября 2016 года в Архангело-Михайловском храме в Одессе Агафангел (Пашковский) и Георгий (Краченко) совершили его хиротонию во епископа Мельбурнского, викария Председателя Синода РПЦЗ. По словам Андроника (Котялрова) епархия Иоанна (Шмельца) на 2017 год состояла «из одной монахини».
23 октября 2019 года решением Архиерейского Синода РПЦЗ(А) утверждён «правящим архиереем Австралии с титулом Мельбурнский и Австралийский».
Проживает в скиту в Норвегии.